# André Pergament
Pour les articles homonymes, voir Pergament.
Vous pouvez aider à l'améliorer ou bien discuter des problèmes sur sa page de discussion.
- Il ne cite pas suffisamment ses sources. Vous pouvez indiquer les passages à sourcer avec {{référence nécessaire}} ou {{Référence souhaitée}}, et inclure les références utiles en les liant aux notes de bas de page. (Marqué depuis avril 2024)
- Certaines informations devraient être mieux reliées aux sources mentionnées dans la bibliographie ou les liens externes. Améliorez sa vérifiabilité en les associant par des références. (Marqué depuis avril 2024)

- Archive Wikiwix
- Bing
- Cairn
- DuckDuckGo
- E. Universalis
- Gallica
- Google
- G. Books
- G. News
- G. Scholar
- Persée
- Qwant
- (zh) Baidu
- (ru) Yandex
- (wd) trouver des œuvres sur Wikidata

André Paul René Pergament, né le 17 novembre 1922 à Paris (7e), ville où il est mort dans le 14e arrondissement le 24 novembre 1992, est un documentariste, réalisateur, scénariste et producteur de cinéma français.
André Pergament réalisa à la fois des films longs-métrages et des téléfilms.

## Filmographie

### Assistant réalisateur
- 1948 : Clochemerle de Pierre Chenal
- 1949 : On demande un assassin de Ernst Neubach
- 1952 : Bille de clown de Jean Wall

### Réalisateur
- 1949 : Cartes sur table (court métrage)
- 1955 : M'sieur la Caille
- 1956 : La Rivière des trois jonques
- 1957 : L'Irrésistible Catherine
- 1961 : Sans cérémonie, téléfilm
- 1962 : Le Monsieur de 5 heures
- 1962 : Kickengrogne, téléfilm
- 1962 : Vient de paraître d'Édouard Bourdet, téléfilm
- 1963 : Les choses voient
- 1963 : Le Pirate
- 1964 : Les Diamants de Palinos, série télévisée française
- 1968 : Gréco d'hier...et d'aujourd'hui, moyen métrage, documentaire
- 1968 : Sylvie des Trois Ormes, feuilleton télévisé en 26 épisodes de 13 minutes
- 1969 : Le Petit Monde de Marie-Plaisance, téléfilm

### Scénariste
- 1955 : M'sieur la Caille
- 1957 : L'Irrésistible Catherine
- 1962 : Le Monsieur de 5 heures coscénarisé avec Maurice Hennequin

### Producteur
- 1982 : Enigma de Jeannot Szwarc
- 1985 : Bras de fer de Gérard Vergez (coproduit avec : Tarak Ben Ammar, José Luis Garci et Carlo Lastricati (it)

### Assistant rédacteur éditorial
- 1952 : Onze heures sonnaient (Roma ore 11) de Giuseppe De Santis